# Estatísticas da Arena MRV

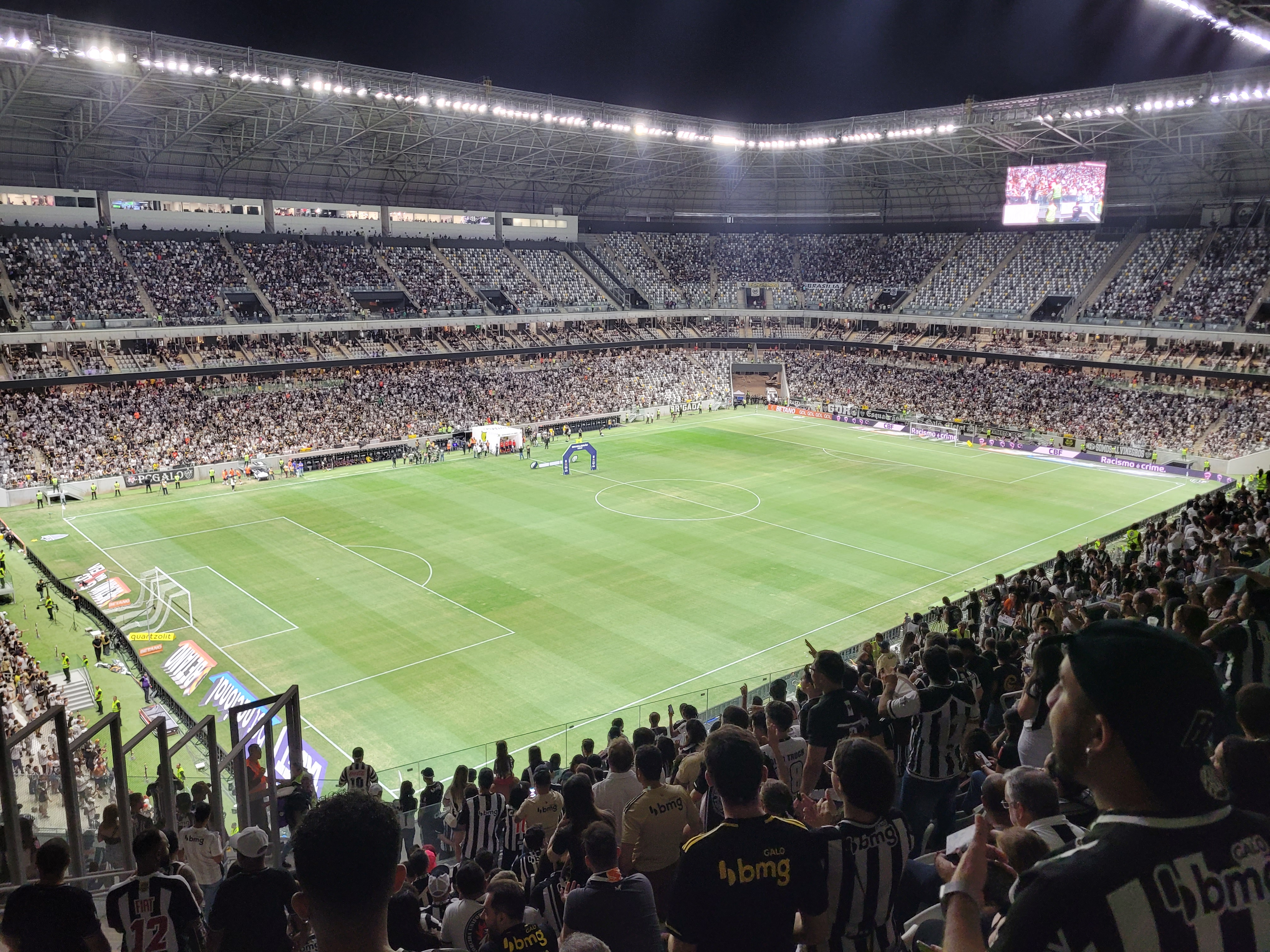
Visão interna da Arena MRV, em Belo Horizonte

Inaugurada em 2023, a Arena MRV é o local de disputa de jogos do Clube Atlético Mineiro, proprietário do espaço.
O primeiro jogo oficial da Arena MRV foi realizado em 27 de agosto de 2023, quando o Atlético derrotou o Santos por 2 a 0, em partida válida pelo Campeonato Brasileiro de 2023;
Na sequência, é possível conferir as estatísticas da Arena MRV.

## Lista geral de jogos
Abaixo está a lista completa de jogos de futebol profissional masculino na Arena MRV, com a respectiva referência em cada partida listada.
Não estão inclusos nesta lista jogos festivos, partidas de categorias de base ou de futebol feminino.
| Jogos do Atlético Mineiro como mandante |                         |                  |           |                      |                                      |                 |                  |            |
| Jogo                                    | Data                    | Time mandante    | Placar    | Time visitante       | Competição                           | Público pagante | Renda bruta      | Referência |
| 1                                       | 27 de agosto de 2023    | Atlético Mineiro | 2–0       | Santos               | Campeonato Brasileiro de 2023        | 29 782          | R$ 1 962 077,75  |            |
| 2                                       | 16 de setembro de 2023  | Atlético Mineiro | 1–0       | Botafogo             | Campeonato Brasileiro de 2023        | 31 720          | R$ 2 401 663,00  |            |
| 3                                       | 23 de setembro de 2023  | Atlético Mineiro | 1–0       | Cuiabá               | Campeonato Brasileiro de 2023        | 36 104          | R$ 2 177 120,50  |            |
| 4                                       | 7 de outubro de 2023    | Atlético Mineiro | 1–2       | Coritiba             | Campeonato Brasileiro de 2023        | 38 358          | R$ 2 348 496,00  |            |
| 5                                       | 22 de outubro de 2023   | Atlético Mineiro | 0–1       | Cruzeiro             | Campeonato Brasileiro de 2023        | 42 058          | R$ 3 034 566,50  |            |
| 6                                       | 28 de outubro de 2023   | Atlético Mineiro | 2–0       | Fluminense           | Campeonato Brasileiro de 2023        | 23 003          | R$ 1 088 126,25  |            |
| 7                                       | 1 de novembro de 2023   | Atlético Mineiro | 3–1       | Fortaleza            | Campeonato Brasileiro de 2023        | 28 898          | R$ 1 317 552,00  |            |
| 8                                       | 12 de novembro de 2023  | Atlético Mineiro | 2–1       | Goiás                | Campeonato Brasileiro de 2023        | 29 173          | R$ 1 359 291,75  |            |
| 9                                       | 26 de novembro de 2023  | Atlético Mineiro | 3–0       | Grêmio               | Campeonato Brasileiro de 2023        | 39 337          | R$ 1 842 142,50  |            |
| 10                                      | 28 de janeiro de 2024   | Atlético Mineiro | 4–0       | Democrata (GV)       | Campeonato Mineiro de 2024           | 28 115          | R$ 1 106 729,16  |            |
| 11                                      | 3 de fevereiro de 2024  | Atlético Mineiro | 0–2       | Cruzeiro             | Campeonato Mineiro de 2024           | 42 585          | R$ 2 518 164,34  |            |
| 12                                      | 14 de fevereiro de 2024 | Atlético Mineiro | 1–1       | Tombense             | Campeonato Mineiro de 2024           | 23 479          | R$ 939 246,99    |            |
| 13                                      | 2 de março de 2024      | Atlético Mineiro | 3–0       | Ipatinga             | Campeonato Mineiro de 2024           | 34 988          | R$1 521 529,94   |            |
| 14                                      | 9 de março de 2024      | Atlético Mineiro | 2–0       | América Mineiro      | Campeonato Mineiro de 2024           | 32 445          | R$ 1 796 418,30  |            |
| 15                                      | 30 de março de 2024     | Atlético Mineiro | 2–2       | Cruzeiro             | Campeonato Mineiro de 2024           | 42 590          | R$ 3 037 049,32  |            |
| 16                                      | 10 de abril de 2024     | Atlético Mineiro | 2–1       | Rosario Central      | Copa Libertadores da América de 2024 | 34 917          | R$ 2 117 722,21  |            |
| 17                                      | 17 de abril de 2024     | Atlético Mineiro | 1–1       | Criciúma             | Campeonato Brasileiro de 2024        | 24 613          | R$ 1 072 818,48  |            |
| 18                                      | 20 de abril de 2024     | Atlético Mineiro | 3–0       | Cruzeiro             | Campeonato Brasileiro de 2024        | 39 541          | R$ 2 151 652,52  |            |
| 19                                      | 23 de abril de 2024     | Atlético Mineiro | 3–2       | Peñarol              | Copa Libertadores da América de 2024 | 34 279          | R$ 2 104 458,81  |            |
| 20                                      | 30 de abril de 2024     | Atlético Mineiro | 2–0       | Sport                | Copa do Brasil de 2024               | 39 595          | R$ 2 146 529,05  |            |
| 21                                      | 28 de maio de 2024      | Atlético Mineiro | 4–0       | Caracas              | Copa Libertadores da América de 2024 | 28 455          | R$ 1 818 227,72  |            |
| 22                                      | 2 de junho de 2024      | Atlético Mineiro | 1–1       | Bahia                | Campeonato Brasileiro de 2024        | 37 994          | R$ 2 162 482,05  |            |
| 23                                      | 17 de junho de 2024     | Atlético Mineiro | 0–4       | Palmeiras            | Campeonato Brasileiro de 2024        | 31 448          | R$ 1 945 500,62  |            |
| 24                                      | 23 de junho de 2024     | Atlético Mineiro | 1–1       | Fortaleza            | Campeonato Brasileiro de 2024        | 20 089          | R$ 1 089 269,92  |            |
| 25                                      | 30 de junho de 2024     | Atlético Mineiro | 1–1       | Atlético Goianiense  | Campeonato Brasileiro de 2024        | 39 767          | R$ 2 264 943,64  |            |
| 26                                      | 3 de julho de 2024      | Atlético Mineiro | 2–4       | Flamengo             | Campeonato Brasileiro de 2024        | 39 993          | R$ 2 343 051,88  |            |
| 27                                      | 11 de julho de 2024     | Atlético Mineiro | 2–1       | São Paulo            | Campeonato Brasileiro de 2024        | 28 772          | R$ 1 629 280,00  |            |
| 28                                      | 21 de julho de 2024     | Atlético Mineiro | 2–0       | Vasco                | Campeonato Brasileiro de 2024        | 42 353          | R$ 2 843 626,00  |            |
| 29                                      | 28 de julho de 2024     | Atlético Mineiro | 2–1       | Corinthians          | Campeonato Brasileiro de 2024        | 44 048          | R$ 3 010 301,27  |            |
| 30                                      | 7 de agosto de 2024     | Atlético Mineiro | 3–0       | CRB                  | Copa do Brasil de 2024               | 34 711          | R$ 1 782 541,66  |            |
| 31                                      | 17 de agosto de 2024    | Atlético Mineiro | 1–1       | Cuiabá               | Campeonato Brasileiro de 2024        | 36 290          | R$ 1 946 061,90  |            |
| 32                                      | 20 de agosto de 2024    | Atlético Mineiro | 1–0       | San Lorenzo          | Copa Libertadores da América de 2024 | 40 919          | R$ 3 064 363,13  |            |
| 33                                      | 12 de setembro de 2024  | Atlético Mineiro | 0–0       | São Paulo            | Copa do Brasil de 2024               | 41 552          | R$ 3 580 773,11  |            |
| 34                                      | 22 de setembro de 2024  | Atlético Mineiro | 3–0       | Red Bull Bragantino  | Campeonato Brasileiro de 2024        | 24 618          | R$ 1 061 920,97  |            |
| 35                                      | 25 de setembro de 2024  | Atlético Mineiro | 2–0       | Fluminense           | Copa Libertadores da América de 2024 | 43 659          | R$ 3 782 448,90  |            |
| 36                                      | 2 de outubro de 2024    | Atlético Mineiro | 2–1       | Vasco                | Copa do Brasil de 2024               | 42 039          | R$ 4 273 649,29  |            |
| 37                                      | 5 de outubro de 2024    | Atlético Mineiro | 2–2       | Vitória              | Campeonato Brasileiro de 2024        | 34 910          | R$ 1 717 455,55  |            |
| 38                                      | 9 de outubro de 2024    | Atlético Mineiro | 2–1       | Grêmio               | Campeonato Brasileiro de 2024        | 22 053          | R$ 960 753,48    |            |
| 39                                      | 22 de outubro de 2024   | Atlético Mineiro | 3–0       | River Plate          | Copa Libertadores da América de 2024 | 44 870          | R$ 5 487 136,67  |            |
| 40                                      | 26 de outubro de 2024   | Atlético Mineiro | 1–3       | Internacional        | Campeonato Brasileiro de 2024        | 27 028          | R$ 1 172 923,75  |            |
| 41                                      | 10 de novembro de 2024  | Atlético Mineiro | 0–1       | Flamengo             | Copa do Brasil de 2024               | 44 876          | R$ 10 410 129,58 |            |
| 42                                      | 8 de dezembro de 2024   | Atlético Mineiro | 1–0       | Athletico Paranaense | Campeonato Brasileiro de 2024        | Sem público     | Sem público      |            |
| 43                                      | 11 de maio de 2025      | Atlético Mineiro | 3–2       | Fluminense           | Campeonato Brasileiro de 2025        | 25 018          | R$ 1 525 627,63  |            |
| 44                                      | 15 de maio de 2025      | Atlético Mineiro | 3–1       | Caracas              | Copa Sul-Americana de 2025           | Sem público     | Sem público      |            |
| 45                                      | 21 de maio de 2025      | Atlético Mineiro | 4–0       | Maringá              | Copa do Brasil de 2025               | 19 853          | R$ 1 035 587,85  |            |
| 46                                      | 24 de maio de 2025      | Atlético Mineiro | 0–0       | Corinthians          | Campeonato Brasileiro de 2025        | 38 154          | R$ 2 045 080,18  |            |
| 47                                      | 29 de maio de 2025      | Atlético Mineiro | 1–1       | Cienciano            | Copa Sul-Americana de 2025           | 26 426          | R$ 1 119 543,16  |            |
| 48                                      | 12 de junho de 2025     | Atlético Mineiro | 2–0       | Internacional        | Campeonato Brasileiro de 2025        | 24 781          | R$ 1 126 472,86  |            |
| 49                                      | 24 de julho de 2025     | Atlético Mineiro | (3)0–1(1) | Atlético Bucaramanga | Copa Sul-Americana de 2025           | 22 653          | R$ 1 222 611,92  |            |
| 50                                      | 3 de agosto de 2025     | Atlético Mineiro | 2–1       | Red Bull Bragantino  | Campeonato Brasileiro de 2025        | 20 092          | R$ 1 012 719,06  |            |
| 51                                      | 6 de agosto de 2025     | Atlético Mineiro | (4)0–1(3) | Flamengo             | Copa do Brasil de 2025               | 38 873          | R$ 4 481 572,52  |            |
| 52                                      | 14 de agosto de 2025    | Atlético Mineiro | 2–1       | Godoy Cruz           | Copa Sul-Americana de 2025           | 23 247          | R$ 1 613 786,59  |            |
| 53                                      | 17 de agosto de 2025    | Atlético Mineiro | 1–3       | Grêmio               | Campeonato Brasileiro de 2025        | 34 774          | R$ 1 942 092,93  |            |

## Retrospecto geral do Atlético Mineiro no estádio
Retrospecto leva em conta todos os jogos do Atlético na Arena MRV desde 2023.

## Decisões entre clubes
A Arena MRV já foi palco de decisão de título de campeonato importantes de clubes.
  Copa do Brasil
- Finalíssima da Copa do Brasil de 2024, quando o Flamengo sagrou-se campeão do torneio sobre o Atlético:

| 10 de novembro | Atlético Mineiro | 0 – 1     | Flamengo          |                                           |
| 16:00 (UTC−2)  |                  | Relatório | Gonzalo Plata 81' | Público: 44 876 Árbitro: SP Raphael Claus |

## Recordes e marcas históricas

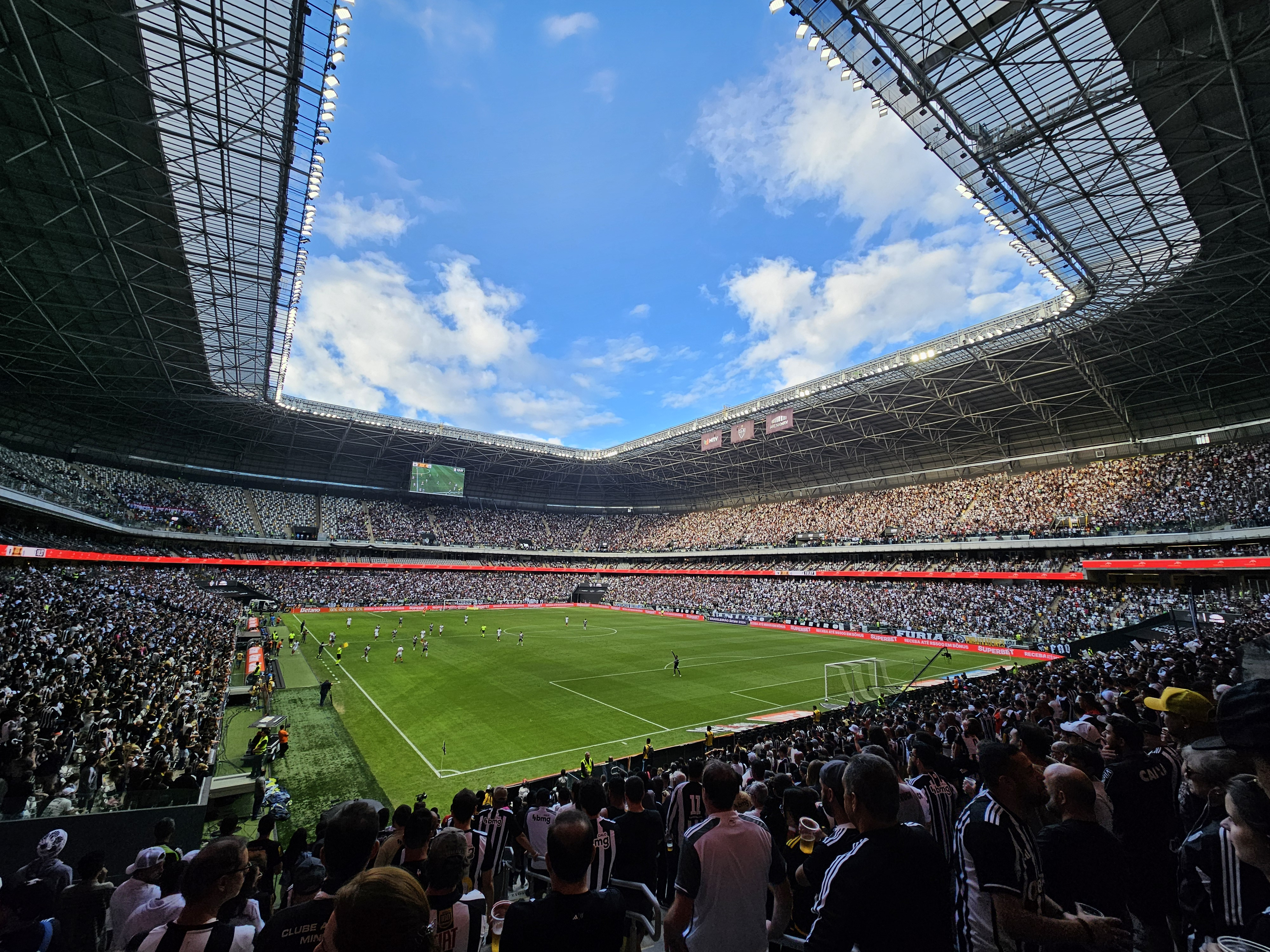
Visão interna da Arena MRV, antes da partida entre Atlético Mineiro e Bahia pelo Campeonato Brasileiro de 2024

A Arena MRV conta com os seguintes recordes e marcas históricas no futebol masculino profissional:

### Da Arena
- A maior renda obtida na Arena MRV foi verificada no dia 10 de novembro de 2024, no jogo Atlético x Flamengo, pela Copa do Brasil, o valor alcançado foi de R$  10.410.129,58.
- Já o maior público também ocorreu no jogo entre Atlético x Flamengo no dia 10 de novembro de 2024 na final da Copa do Brasil, onde os mineiros perderam por 1x0 e o Flamengo tornou-se o primeiro campeão da arena, o público foi de 44.876.

### De clubes
- Flamengo é a equipe que mais venceu na arena em 3 oportunidades, vale lembrar que se mantém 100% já que são 3 jogos e 3 vitórias.

### De jogadores
- Os atacantes Hulk e Paulinho, com 17 gols cada, são os jogadores com o maior número de gols marcados na Arena MRV.[3]